# Songtao
Der Autonome Kreis Songtao der Miao (松桃苗族自治县,  Sōngtáo miáozú Zìzhìxiàn), kurz: Kreis Songtao (松桃县,  Sōngtáo xiàn), ist ein autonomer Kreis der Miao in der Stadt Tongren im Nordosten der chinesischen Provinz Guizhou. Die Fläche beträgt 2.863 Quadratkilometer und die Einwohnerzahl 491.500 (Stand: Ende 2018).
Die alte Architektur des Dorfes Zhaiyingcun (寨英村古建筑群,  Zhaiyingcun gu jianzhuqun) steht seit 2006 auf der Liste der Denkmäler der Volksrepublik China (6-732).

## Administrative Gliederung
Auf Gemeindeebene setzt sich der Kreis aus dreizehn Großgemeinden (镇, Zhèn) und fünfzehn Gemeinden (乡, Xiāng) zusammen.
Dies sind:
- Großgemeinden: Liaogao (蓼皋镇), Pandan (盘石镇), Panxin (盘信镇), Dapingchang (大坪场镇), Pujiao (普觉镇), Zhaiying (寨英镇), Mengqi (孟溪镇), Wuluo (乌罗镇), Ganlong (甘龙镇), Changxingbao (长兴堡镇), Yajia (迓驾镇), Daxing (大兴镇), Niulang (牛郎镇).
- Gemeinden: Jiujang (九江乡), Shichang (世昌乡), Zhengda (正大乡), Changping (长坪乡), Taipingying (太平营乡), Pingtou (平头乡), Dalu (大路乡), Miao'ai (妙隘乡), Lengshuiqi (冷水溪乡), Danliang (石梁乡), Waqi (瓦溪乡), Yong'an (永安乡), Mushu (木树乡), Huangban (黄板乡), Shabahe (沙坝河乡).